# 20 soplando versos
20 soplando versos es un disco recopilatorio que con motivo de su vigésimo aniversario lanzó al mercado la banda española de rock Celtas Cortos. Fue el quinto álbum recopilatorio del grupo, que en un principio se iba a publicar bajo el título de 20 soplando velas.
Fue puesto en distribución en 2006 por la discográfica Dro Atlantic, de dos maneras diferentes: un doble CD con 30 temas en total en el que se incluían sus grandes éxitos y rarezas además de 5 temas inéditos, junto con un DVD más de dos horas de duración en el que con imágenes del archivo de TVE se hacía un repaso a la trayectoria de la banda durante sus 20 años de vida. Y un único CD con 20 temas, que incluye 15 grandes éxitos y rarezas, además de 5 temas inéditos.
El disco además supuso el regreso a la banda de su vocalista Jesús Cifuentes tras su proyecto en solitario Cifu y La Calaña Sound y José Sendino, y contó con la colaboración de distintos artistas como Willy de Ville, y The Oyster Band, Ixo Rai y Candeal.
Con este lanzamiento se editó un videoplip de la canción Hay que volver. Canción que compuso Jesús Cifuentes antes de revelar al grupo su intención de regresar a formar parte de su formación. Fue grabado en un estudio de grabación, cercano a San Sebastián. En 2014 (8 años después de este lanzamiento) se edita un segundo videoclip, correspondiente al tema Por ser de Valladolid para homenajear al deporte vallisoletano

## Lista de canciones de la versión 2 CD + DVD

### Disco 1 - Éxitos
1. Tranquilo majete
2. La senda del tiempo
3. 20 de abril
4. Cuéntame un cuento
5. Haz turismo
6. El ritmo del mar
7. ¿Qué voy a hacer yo?
8. Ya está bien
9. El emigrante (versión étnica)
10. Gente distinta
11. Carta a Rigoberta Menchú
12. Lluvia en soledad
13. Salida de emergencia
14. Romance de Rosabella y Domingo
15. No nos podrán parar

### Disco 2 - Inéditas y rarezas
1. Hay que volver (inédita)
2. Y decir si (inédita)
3. Esta vez (inédita)
4. Por ser de Valladolid (inédita)
5. Tres amigos (inédita)
6. Si no me veo no me creo (directo)
7. Los números
8. Colgado - Interpretada por Los Secretos
9. Hoy no me puedo levantar - Publicado en el recopilatorio El Jueves (Versión Imposible)
10. Granite years - con la Oysterband
11. Cuéntame un cuento - Con Willy de Ville (en inglés)
12. Jodete y baila - Interpretada por Jesús Cifuentes e Ixo Rai
13. Campo Grande - Con el grupo Candeal
14. Buscando el norte - Publicado en el álbum Así es como suena: folk joven
15. Haz turismo - Versión en directo para Amnistía Internacional

### DVD 1 "DVD 20 Años de historia a través de imagen"
1. Los comienzos
2. El primer disco "Salida de emergencia"
3. Concierto en la Plaza de toros de Las Ventas, Madrid
4. Nos vemos en los bares
5. Jesús H.Cifuentes se despide...
6. Llega Antuán. Nuevo cantante y se edita "C'est la vie"
7. El regreso de Jesús H. Cifuentes y nuevo disco con "Veinte soplando versos"

## Lista de canciones de la versión 1 CD
1. Hay Que Volver (Nueva)
2. Y Decir Sí (Nueva)
3. Esta Vez (Nueva)
4. Por Ser De Valladolid (Nueva)
5. Tres Amigos (Nueva)
6. Tranquilo Majete
7. La senda del tiempo
8. 20 de abril
9. Cuéntame Un Cuento
10. Haz Turismo
11. El Ritmo Del Mar
12. ¿Qué voy a hacer yo?
13. Ya Está Bien
14. El Emigrante (Versión Étnica)
15. Gente Distinta
16. Carta A Rigoberta Menchú
17. Lluvia En Soledad
18. Salida De Emergencia
19. Romance De Rosabella Y Domingo
20. No Nos Podrán Parar

## Ficha técnica
Los temas nuevos fueron grabados y mezclado en Estudios Sonora (Villaviciosa de Odón), durante los meses de enero y febrero de 2006.
- Producción: Celtas Cortos.
- Ingeniero de sonido: Sergio Marcos.
- Ayudante de grabación: Sonia Robles.
- Mánager: Eduardo Pérez.
- Dibujos originales e idea portada: Jeremías Pau Toledo (Elhombreviento).
- Diseño gráfico: Estudio José Puga.

Músicos
- Alberto García: Trombón.
- Goyo Yeves: Saxo y whistles.
- Jesús H. Cifuentes: Guitarras eléctrica y acústica, voz y coros.
- Óscar García: Bajo eléctrico.
- Jorge Arribas: Acordeón y teclados.
- Antón Dávila: Gaita gallega e irlandesa, flauta irlandesa y whistles.
- Diego Martín: Batería.
- José Sendino: Guitarra eléctrica.

Colaboraciones
- Roberto Jamonero: Manolina en Esta vez.
- Artur Zagrodki: Violín en Esta vez, Tres amigos, Y decir sí y Hay que volver.
- Alfredo Requejo: Trompeta en Y decir sí y Por ser de Valladolid.